# Doux Pays (film)
Pour l’article homonyme, voir Doux Pays.
Pour plus de détails, voir Fiche technique et Distribution.
Doux Pays (His Only Father) est un court-métrage américain réalisé par Hal Roach, sorti en 1919.
C'est le dernier court-métrage d'une bobine avec Harold Lloyd, avant qu'il ne passe aux films de deux bobines et à son personnage à lunettes dans Amour et Poésie (Bumping into Broadway).

## Fiche technique
- Réalisation : Hal Roach, Frank Terry[2]
- Scénario : H. M. Walker
- Producteur : Hal Roach
- Photographie : Walter Lundin
- Durée : 1 bobine
- Date de sortie : 19 octobre 1919

## Distribution
- Harold Lloyd
- Snub Pollard
- Bebe Daniels
- Sammy Brooks
- Lige Conley
- Frank Daniels
- Charles Inslee
- Mark Jones
- Dee Lampton
- Gus Leonard
- Marie Mosquini
- Fred C. Newmeyer
- H.L. O'Connor
- Charles Stevenson
- Noah Young